# Amoras (fictief eiland)
Amoras is een fictief eiland dat geregeld terugkeert in de stripreeks Suske en Wiske die in 1945 werd gestart door Willy Vandersteen. Sinds 2013 loopt er tevens een nieuwe spin-off van de Suske en Wiske-hoofdreeks, Amoras. Hierin speelt het eiland een belangrijke rol, net als in De Kronieken van Amoras.
Lange tijd werd gedacht dat Vandersteen met de naam van dit eiland middels een anagram een toespeling maakte het puddingmerk Saroma.. Deze mythe werd echter in 2019 ontkracht door Niels van der Made, de voorzitter van de Suske en Wiske-fanclub; Saroma was nog niet beschikbaar toen Vandersteen het verhaal 'Op Het Eiland Amoras' maakte.

## InSuske en Wiske
Het land wordt in 1551 gesticht door Sus Antigoon wanneer hij er met zijn galjoen de Antverpia strandt tijdens zijn ontdekkingsreis in de Stille Zuidzee. Hij sticht er een nieuwe eilandstaat. Ze zweren de traditie en geest van de Nederlanden (waar het huidige Vlaanderen destijds toe behoorde) hoog te zullen houden. In een brief, die hij in een kruik stopt en in zee gooit, vertelt Sus Antigoon zijn wedervaren.
Vier eeuwen later, in het Suske en Wiske-verhaal Het eiland Amoras (1946) – feitelijk het tweede verhaal in de reeks, maar het allereerste met Suske in een van de hoofdrollen – wordt de kruik met de brief gevonden door Wiske en tante Sidonia, die samen met professor Barabas op zoek gaan naar het eiland. Ze vinden het eiland en hebben daar hun eerste ontmoeting met een van de bewoners, Suske, een nakomeling van Sus Antigoon. Op het eiland zijn de Vetten aan de macht onder leiding van leenheer Jef Blaaskop. De Mageren worden onder de duim gehouden. Na een strijd tussen de Vetten en de Mageren overwinnen uiteindelijk de Mageren. Wiske wordt tot eerste koningin van Amoras gekroond.
In De stalen bloempot (1950) keren Suske en Wiske voor de eerste keer terug naar Amoras, waar Suske nu tijdelijk koning wordt. Het kortverhaal Het vliegende hart (1953), dat door Vandersteen speciaal voor het katholieke weekblad De Bond werd geschreven, was het volgende deel in de serie dat zich op het eiland afspeelde. In Amoris van Amoras (1984) wordt Jef Blaaskop koning. Er zijn veranderingen op het eiland waarneembaar, want Krimson laat grote flatgebouwen in de stad verrijzen. In De verdwenen verteller (2002) houden de Zwarte Madam, Krimson en Savantas een samenzwering in de oude stad en ontvoeren ze Paul Geerts.
In De schaal van moraal (2016) verlangen Suske en Wiske terug naar Amoras. Ze lezen over de schaal van moraal in een perkament van een tovenaar. Dit is een magische spiegel die ook Krimson in zijn bezit wil hebben. In De zorgzoekers (2017) strijden 'Blaaskop Boven' en 'Antigoon Vooruit' om de macht als politieke partijen. In De harteloze Hein (2023) besluit Sus Antigoon naar Antwerpen te gaan, want zijn zielenkraai krijgt witte veren.

## InAmorasenDe kronieken van Amoras
Suske en Wiske belanden in de stripreeks Amoras op het Amoras van 2047, precies 100 jaar na hun eerste ontmoeting op het eiland, na een ongeluk met de teletijdmachine. Amoras blijkt veranderd te zijn in een woestenij na een oorlog tussen de Skinnies en de Fatties. De moderne gebouwen in de steden zijn vervallen en er heerst grote armoede bij de bevolking, zowel bij de Skinnies als de Fatties. 
In Antverpia is een metro en tram 7 loopt tot aan het vliegveld.
Krimson gebruikt de bevolking als slaaf voor werkzaamheden in zijn mijnen en van de kathedraal in Antverpia is niks meer over door aanhoudende aardbevingen en tsunamis. Ook volgen enkele vulkaanuitbarstingen. Krimson laat de bevolking uitmoorden en zijn personeel vlucht van het eiland.
In De Kronieken van Amoras wordt veel duidelijk over de geschiedenis van het eiland. Er werd eerst vreedzaam samengeleefd door alle inwoners. Later wakkerde Krimson de strijd tussen de Vetten en de Mageren aan. Bovendien zorgde hij dat Sus Antigoon verslaafd raakte aan de drank, wat de ellende verder vergrootte.